# اکوما
اکوما، (به انگلیسی: Okuma) شرکت مهندسی مکانیک ژاپنی است، که در زمینه ساخت ماشین ابزار و سیستم‌های خودکارسازی کارخانجات فعالیت می‌کند.
شرکت اکوما در سال ۱۸۹۸ راه‌اندازی شد و دارای بازار جهانی ماشین ابزار سی‌ان‌سی مانند ماشین تراش و ماشین فرز می‌باشد.
دفتر مرکزی این شرکت در شهر اگوچی آیچی، ژاپن قرار دارد و سهام آن در بازار بورس توکیو معامله می‌شود.